# Вікторія Мбоко
Вікторія Мбоко (англ. Victoria Mboko нар. 26 серпня 2006) — канадська професійна тенісистка. Переможниця Відкритого чемпіонату Канади 2025 року. Наразі вона є першою тенісисткою Канади.

## Фінали турнірів WTA

### Одиночний розряд: 1 (1 перемог)
| Легенда                                |
| -------------------------------------- |
| Grand Slam                             |
| WTA Tour Championships (0–0)           |
| WTA Elite Trophy (0–0)                 |
| Premier M & Premier 5 / WTA 1000 (1–0) |
| Premier / WTA 500 (0–0)                |
| International / WTA 250 (0–0)          |

| Результат | №   | Дата      | Турнір              | Покриття | Опонентка | Рахунок     |               |
| --------- | --- | --------- | ------------------- | -------- | --------- | ----------- | ------------- |
| Перемога  | 1–0 | серп 2025 | Мастерс Канада, США | WTA 1000 | Тверде    | Наомі Осака | 2–5, 6–4, 6–1 |